# USS LST-702
O USS LST-702 foi um navio de guerra norte-americano da classe LST que operou durante a Segunda Guerra Mundial.